# KAA Gent in het seizoen 2002/03
De Belgische voetbalclub KAA Gent eindigde in het seizoen 2002/03 in de Belgische competitie op de achtste plaats. In de Beker van België werd in de 16e finales verrassend verloren van vierdeklasser KFC Turnhout.

## Verjongingskuur van Louwagie
Het seizoen 2002–2003 was het eerste van de Nederlander Jan Olde Riekerink als hoofdcoach en de spelerskern werd grondig vernieuwd ten opzichte van het voorgaande seizoen. Gent haalde jong talent van eigen bodem en kocht een jonge Servische diepe spits in. Inkomende transfers waren 's zomers onder meer de centrale verdediger David Van Hoyweghen (SC Eendracht Aalst), middenvelders Jimmy Hempte (Excelsior Moeskroen) en Wim De Decker (KSK Beveren), centrumspits Ersin Mehmedović (Remont Čačak) en de van FC Metz naar de Buffalo's teruggekeerde winger Gunther Van Handenhoven. De jonge winger Dries Bernaert stroomde door uit de Gentse jeugdfabriek. In de winter haalde Michel Louwagie de portemonnee weer boven voor de ervaren Algerijnse middenvelder Madjid Adjaoud van CS Sedan. Verder werden verdediger Dieter Dever en middenvelder Steven Ribus gratis overgenomen van KV Mechelen wegens grote financiële onrust aldaar. Gent wilde helpen de loonlast te drukken en had er met Steven Ribus een aanvallende optie bij. De 23-jarige beloftevolle verdediger Hamad Ndikumana werd in de zomer gehaald bij RSC Anderlecht, aan KV Mechelen verhuurd en in de winter teruggehaald door de financiële strubbelingen daar. 
Gent moest aanvoerder Gunther Schepens lang missen wegens een knieblessure. Schepens was pas na Nieuwjaar volledig hersteld. Dit was meteen voelbaar, Gent won drie keer op een rij met de cultfiguur tussen de lijnen als linksvoor. De aanvalslinie met de Griek Alexandros Kaklamanos en de Togolees Djima Oyawolé bleef ongewijzigd tot het vertrek van de laatste naar China, eind april 2003. In de tweede helft van het seizoen verloor Oyawolé bovendien zijn basisplaats als rechtsvoor aan de Keniaan John Machethe, terug na een uitleenbeurt aan Racing Gent-Zeehaven. 
Kaklamanos scoorde zestienmaal in de competitie, waarvan zijn hattrick tegen Lommel SK niet langer officieel meetelt in de boeken. KAA Gent was offensief sterk, maar presteerde defensief bijzonder matig (dit was vooral zo in de eerste seizoenshelft). Disciplinaire problemen werkten dat mee in de hand. Jacky Peeters, vice-aanvoerder achter Schepens, kreeg bijvoorbeeld vier rode kaarten in de competitie. Verder is het spectaculaire 6–4-verlies op bezoek bij STVV berucht. KAA Gent won zo vaak als het verloor: vijftienmaal met tussenin twee gelijke spelen. Tegen Lommel werd in feite een zestiende keer gewonnen, maar het resultaat telt niet mee wegens het faillissement van Lommel SK in maart 2003. De punten die door andere ploegen behaald werden tegen de Limburgse ploeg, werden toen afgetrokken. De mooiste zege was ongetwijfeld de thuiszege tegen de uittredende landskampioen Genk (2–0) vlak voor de winterstop, terwijl de Buffalo's eerder al 2–2 gelijkspeelden op een van de titelfavorieten, RSC Anderlecht. Gent begon erg aarzelend aan het seizoen, september en oktober waren qua resultaten slecht. Nadien herstelden de Buffalo's het evenwicht. De terugkeer van Schepens heeft een rol gespeeld, hoewel de Buffalo's ook zonder de creatieve linkerflank een best goede periode kenden, en ook de komst van de energieke Ribus kon niet worden onderschat. Tussen de thuiszege tegen Lommel SK op Allerzielen 2002 tot de thuisnederlaag tegen Anderlecht begin februari 2003, werd acht keer gewonnen en twee keer verloren. 
Van de uitgaande kant kondigde Gent in de zomer het vertrek aan van enkele van haar meer ervaren spelers zoals de veteraan Vital Borkelmans, creatieve middenvelder Éric Joly, de Deense spits Anders Nielsen, de Sloveense middenvelder Saša Gajser, de Franse pocketspits Samuel Wiart en de Nederlandse middenvelder Martin Laamers, en Deense verdediger Anders Möller Christensen. Daarnaast kon de jonge hangende spits Monday Omo vertrekken. De Nigeriaan gold destijds als een talent, maar kreeg van de vorige trainer, de Fransman Patrick Remy, relatief weinig speelkansen. Riekerink vond het ook prima dat Omo andere oorden opzocht. Omo bleef in België voetballen, met name bij toenmalig tweedeklasser Vigor Wuitens Hamme. 
De Serviërs Nenad Vanić en Darko Anić — die te horen kregen dat ze de club konden verlaten —, de Deen Morten Pedersen en de Egyptenaar Ahmed Salah Hosny trokken allen tijdens de wintermercato de poorten van het Jules Ottenstadion achter zich dicht. Ook Tomas Vasov verliet Gent nog, na zeven jaar trouwe dienst. De Servische libero accepteerde in maart 2003 een lucratieve aanbieding van het Chinese Shanghai Shenhua. Een maand later, eind april, volgde rechtsbuiten Djima Oyawolé z'n ploegmaat om voor dezelfde ploeg te gaan spelen.

## Spelerskern
| Nr.           | Naam                    | Nationaliteit                                    | Geboortedatum        | Bij de club sinds | Vorige club          | Positie         |
| ------------- | ----------------------- | ------------------------------------------------ | -------------------- | ----------------- | -------------------- | --------------- |
| Keepers       |                         |                                                  |                      |                   |                      |                 |
| 1             | Olivier Van Impe        | Vlag van België                                  | 03-12-1983 [18 jaar] | 2000              | Eigen Jeugd          | DM              |
| 23            | Frédéric Herpoel derde  | Vlag van België                                  | 16-08-1974 [27 jaar] | 1997              | RSC Anderlecht       | DM              |
| 29            | Frédérique Autekie      | Vlag van België                                  | 27-04-1985 [17 jaar] | 2002              | Eigen Jeugd          | DM              |
| Verdedigers   |                         |                                                  |                      |                   |                      |                 |
| 2             | Jacky Peeters vice      | Vlag van België                                  | 13-12-1969 [32 jaar] | 2000              | Arminia Bielefeld    | RB, CV, LIB     |
| 4             | Tomas Vasov             | Vlag van Servië · Vlag van Duitsland             | 31-01-1972 [30 jaar] | 1996              | Borak Čačak          | LIB, CV         |
| 6             | Geri Çipi               | Vlag van Albanië                                 | 28-02-1976 [26 jaar] | 2000              | NK Maribor           | CV              |
| 12            | David Van Hoyweghen     | Vlag van België                                  | 20-03-1976 [26 jaar] | 2002              | Eendracht Aalst      | CV, RB          |
| 13            | Mladen Križanović       | Vlag van Kroatië                                 | 24-09-1977 [24 jaar] | 2002              | HNK Cibalia Vinkovci | CV              |
| 15            | Ibrahima Faye           | Vlag van Senegal                                 | 22-10-1979 [22 jaar] | 2001              | Red Star 93          | LB, CV          |
| 25            | Morten Pedersen (2)     | Vlag van Noorwegen                               | 12-04-1972 [30 jaar] | 2000              | Rosenborg BK         | LB, CV, LM      |
| 25            | Dieter Dever (3)        | Vlag van België                                  | 12-01-1980 [22 jaar] | 2003              | KV Mechelen          | CV              |
| 26            | Brecht Verbrugghe       | Vlag van België                                  | 29-04-1982 [20 jaar] | 1999              | KSV Roeselare        | CV, CVM         |
| 31            | Hamad Ndikumana (3)     | Vlag van Rwanda                                  | 05-10-1978 [23 jaar] | 2002              | RSC Anderlecht       | LB, CV, RB      |
| Middenvelders |                         |                                                  |                      |                   |                      |                 |
| 3             | Jimmy Hempte            | Vlag van België                                  | 24-03-1982 [20 jaar] | 2002              | Excelsior Moeskroen  | CVM, CM, LB     |
| 5             | Nenad Vanić (2)         | Vlag van Servië                                  | 30-08-1970 [31 jaar] | 2001              | Sporting Lokeren     | CVM, CV         |
| 8             | Nasrédine Kraouche      | Vlag van Algerije                                | 27-08-1979 [22 jaar] | 2000              | FC Metz              | CAM, LM, LV, CM |
| 10            | Darko Anić (2)          | Vlag van Servië                                  | 05-03-1974 [28 jaar] | 2001              | Siirtspor            | CAM, CM         |
| 10            | Steven Ribus (3)        | Vlag van België                                  | 22-07-1978 [23 jaar] | 2003              | KV Mechelen          | LM, LV, SP      |
| 14            | Gaby Mudingayi          | Vlag van België · Vlag van Congo-Kinshasa        | 01-10-1981 [20 jaar] | 2000              | Union Sint-Gillis    | CM, CVM, RB     |
| 16            | Wim De Decker           | Vlag van België                                  | 06-04-1982 [20 jaar] | 2002              | KSK Beveren          | CVM, RB, LIB    |
| 20            | Madjid Adjaoud (3)      | Vlag van Algerije                                | 23-08-1971 [30 jaar] | 2003              | CS Sedan             | CM, CVM, LIB    |
| 21            | Emmerik De Vriese (3)   | Vlag van België                                  | 14-02-1985 [17 jaar] | 2003              | Eigen Jeugd          | CM, RM, LM      |
| 27            | Thomas De Meyer         | Vlag van België                                  | 02-02-1984 [18 jaar] | 2001              | Eigen Jeugd          | CAM, RM         |
| 28            | Spencer Verbiest        | Vlag van België                                  | 06-02-1984 [18 jaar] | 2001              | Eigen Jeugd          | CM, CVM         |
| 30            | John Machethe           | Vlag van Kenia                                   | 10-10-1979 [22 jaar] | 2001              | Tusker FC            | CM, LM, RV, RM  |
| Aanvallers    |                         |                                                  |                      |                   |                      |                 |
| 7             | Djima Oyawolé           | Vlag van Togo                                    | 18-10-1976 [25 jaar] | 2001              | FC Metz              | RV, SP          |
| 9             | Ahmed Salah Hosny (2)   | Vlag van Egypte                                  | 11-07-1979 [22 jaar] | 2002              | VfB Stuttgart        | LV, SP          |
| 11            | Gunther Schepens        | Vlag van België                                  | 04-05-1973 [29 jaar] | 2000              | Karlsruher SC        | LV, LM, CAM, SP |
| 17            | Alexandros Kaklamanos   | Vlag van Griekenland                             | 20-05-1974 [28 jaar] | 2000              | Sporting Charleroi   | SP              |
| 18            | Dries Bernaert          | Vlag van België                                  | 21-08-1984 [17 jaar] | 2002              | Eigen Jeugd          | RV, RM          |
| 19            | Gunther Van Handenhoven | Vlag van België · Vlag van Congo-Kinshasa        | 16-12-1978 [23 jaar] | 2002              | FC Metz              | LV, RV          |
| 22            | Patrick Dimbala         | Vlag van België · Vlag van Congo-Kinshasa        | 20-09-1982 [19 jaar] | 2002              | Eendracht Aalst      | SP, RV, RM      |
| 24            | Ersin Mehmedović        | Vlag van Servië · Vlag van Bosnië en Herzegovina | 10-05-1981 [21 jaar] | 2002              | Remont Čačak         | SP              |

 : Aanvoerder

#### Opmerkingen
1. ↑  (1): werd verkocht tijdens de zomertransferperiode (zie verder) maar speelde in het begin van het seizoen nog enkele wedstrijden voor KAA Gent.
2. ↑  (2): enkel eerste seizoenshelft bij KAA Gent; zie wintertransfers uitgaand.
3. ↑  (3): enkel tweede seizoenshelft bij KAA Gent; zie wintertransfers inkomend.
4. ↑  Leeftijd van de speler op 1 juli 2002.
5. ↑  DM: Doelman, LIB: Libero, RB: Rechtsback, CV: Centrale verdediger, LB: Linksback, CVM: Verdedigende middenvelder, CM: Centrale middenvelder, RM: Rechtsmidden, LM: Linksmidden, CAM: Aanvallende middenvelder, RV: Rechter vleugelspits, LV: Linker vleugelspits, CA: Hangende spits, SP: Centrumspits.

## Technische staf
| Functie           | Naam                 | Nationaliteit | Opmerking |
| ----------------- | -------------------- | ------------- | --------- |
| Hoofdtrainer      | Jan Olde Riekerink   | Nederland     | /         |
| Assistent-trainer | Herman Vermeulen     | België        | /         |
| Keepertrainer     | Philippe Vande Walle | België        | /         |

## Resultaten
Een overzicht van de competities waaraan KAA Gent in het seizoen 2002-2003 deelnam.
| Seizoen 2002/03    | Seizoen 2002/03 | Seizoen 2002/03    |
| Competitie         | Resultaat       | Uitgeschakeld door |
| ------------------ | --------------- | ------------------ |
| Eerste klasse      | 8e              |                    |
| Beker van België   | 1/16e finale    | KFC Turnhout       |
| UEFA Intertoto Cup | Derde ronde     | Málaga CF          |

## Uitrustingen
Shirtsponsor(s): VDK bank

Sportmerk: Umbro
| Thuis | Thuis alt 1 | Thuis alt 2 | Thuis alt 3 | Uit | Uit alt |

| Alternatief | Doelman | Doelman |

#### Opmerkingen
1. ↑  Dit werd gedragen in de uitwedstrijd tegen Excelsior Moeskroen op 18 augustus 2002.
2. ↑  Deze versie van thuistenue, met alternatieve shorts en witte sokken, werd gedragen in de thuiswedstrijd tegen Charleroi, Bergen, Antwerp en Lierse.
3. ↑  Dit werd gedragen in de thuiswedstrijd tegen Sporting Lokeren, Lommel, Genk, Mechelen en Beveren (wit vooraan, blauw achteraan). Gent hield na Nieuwjaar vast aan volledig blauwe thuisshorts.
4. ↑  Dit werd gedragen in de uitwedstrijd tegen Standard Luik op 15 december 2002.
5. ↑  Dit was het uittenue van Gent in 2001–2002 en werd met name gedragen in de uitwedstrijd tegen Sporting Charleroi.

## Transfers

### Ingaand
| Naam                    | Land               | Positie | Van                     | Type                 |       |
| zomer                   | zomer              | zomer   | zomer                   | zomer                | zomer |
| ----------------------- | ------------------ | ------- | ----------------------- | -------------------- | ----- |
| Éric Joly               | Vlag van Frankrijk | M       | SC Eendracht Aalst      | Terug van huur       |       |
| Cédric Carrez           | Vlag van Frankrijk | V       | SC Eendracht Aalst      | Terug van huur       |       |
| John Machethe           | Vlag van Kenia     | M       | KRC Gent-Zeehaven       | Terug van huur       |       |
| Dries Bernaert          | Vlag van België    | A       | Eigen jeugd             | Overdracht jeugd     |       |
| Frédérique Autekie      | Vlag van België    | DM      | Eigen jeugd             | Overdracht jeugd     |       |
| Jairo Campos            | Vlag van Ecuador   | V       | Barcelona Sporting Club | Transfersom onbekend |       |
| Hamad Ndikumana         | Vlag van Rwanda    | V       | RSC Anderlecht          | Transfersom onbekend |       |
| Gunther Van Handenhoven | Vlag van België    | A       | FC Metz                 | Transfersom onbekend |       |
| Mladen Križanović       | Vlag van Servië    | V       | HNK Cibalia Vinkovci    | Transfersom onbekend |       |
| Wim De Decker           | Vlag van Kenia     | M       | KSK Beveren             | Transfersom onbekend |       |
| David Van Hoyweghen     | Vlag van België    | V       | SC Eendracht Aalst      | Transfervrij         |       |
| Jimmy Hempte            | Vlag van België    | M       | Excelsior Moeskroen     | Transfervrij         |       |
| Ersin Mehmedović        | Vlag van Servië    | A       | FK Remont Čačak         | Transfervrij         |       |
| winter                  |                    |         |                         |                      |       |
| Hamad Ndikumana         | Vlag van Rwanda    | V       | KV Mechelen             | Terug van huur       |       |
| Emmerik De Vriese       | Vlag van België    | M       | Eigen jeugd             | Overdracht jeugd     |       |
| Madjid Adjaoud          | Vlag van Algerije  | M       | CS Sedan                | Transfersom onbekend |       |
| Dieter Dever            | Vlag van België    | V       | KV Mechelen             | Transfervrij         |       |
| Steven Ribus            | Vlag van België    | M       | KV Mechelen             | Transfervrij         |       |

### Uitgaand
| Naam                | Land                | Positie | Naar                    | Type                      |       |
| zomer               | zomer               | zomer   | zomer                   | zomer                     | zomer |
| ------------------- | ------------------- | ------- | ----------------------- | ------------------------- | ----- |
| Hamad Ndikumana     | Vlag van Rwanda     | V       | KV Mechelen             | Verhuurd                  |       |
| Matthieu Verschuere | Vlag van Frankrijk  | M       | CS Sedan                | Einde huur                |       |
| Monday Omo          | Vlag van Nigeria    | A       | VW Hamme                | Verkocht                  |       |
| Anders Nielsen      | Vlag van Denemarken | A       | Antwerp                 | Verkocht                  |       |
| Saša Gajser         | Vlag van Slovenië   | M       | Olympiakos Nicosia      | Verkocht                  |       |
| André Emanuel Ottou | Vlag van Kameroen   | V       | Stade Brestois          | Verkocht                  |       |
| Samuel Wiart        | Vlag van Frankrijk  | A       | AS Nancy                | Verkocht                  |       |
| Éric Joly           | Vlag van Frankrijk  | M       | RAEC Mons               | Transfervrij              |       |
| Anders Christensen  | Vlag van Denemarken | V       | Esbjerg fB              | Transfervrij              |       |
| Martin Laamers      | Vlag van Nederland  | M       | Sint-Niklase SK         | Transfervrij              |       |
| Cédric Carrez       | Vlag van Frankrijk  | V       | Gap FC                  | Transfervrij              |       |
| Vital Borkelmans    | Vlag van België     | V       | Cercle Brugge           | Transfervrij              |       |
| Nicolas Denys       | Vlag van België     | DM      | FC Denderleeuw          | Transfervrij              |       |
| winter              |                     |         |                         |                           |       |
| Morten Pedersen     | Vlag van Noorwegen  | V       | Tromsø IL               | Verkocht                  |       |
| Nenad Vanić         | Vlag van Servië     | M       | Tianjin Jinmen Tiger FC | Verkocht                  |       |
| Tomas Vasov         | Vlag van Servië     | V       | Shanghai Shenhua        | Verkocht op 7 maart 2003  |       |
| Darko Anić          | Vlag van Servië     | M       | Rot Weiss Ahlen         | Transfervrij              |       |
| Ahmed Salah Hosny   | Vlag van Egypte     | A       | Al-Ahly                 | Transfervrij              |       |
| lente               |                     |         |                         |                           |       |
| Djima Oyawolé       | Vlag van Togo       | A       | Shanghai Shenhua        | Verkocht op 21 april 2003 |       |

#### Opmerkingen
1. ↑  Transfermarkt was open in China. Vasov stelde zich na sluiten van de wintermercato beschikbaar voor KAA Gent tot aan zijn transfer.
2. ↑  Dezelfde situatie als bij Vasov. Oyawolé stelde zich beschikbaar voor KAA Gent tot aan zijn transfer.

## Jupiler Pro League

### Wedstrijden
| Jupiler Pro League                                                                 |                                                                                                |                                         |                                                                | |                                                                                       |
| Wedstrijddetails                                                                   | Thuisploeg                                                                                     | Uitslag                                 | Uitploeg                                                       | Opstelling | Kaarten                                                                               |
| Heenronde                                                                          |                                                                                                |                                         |                                                                | |                                                                                       |
| 10 augustus 2002 20:00 Jules Ottenstadion Gent (Gentbrugge)                        | KAA Gent                                                                                       | 0 - 0                                   | Antwerp                                                        | Herpoel Peeters (46' Mudingayi), Çipi, Vasov, Hempte Verbrugghe, De Decker, Kraouche Bernaert, Kaklamanos, Hosny (84' Dimbala) Wedstrijdverslag                                | geen voor KAA Gent                                                                    |
| 10 augustus 2002 20:00 Jules Ottenstadion Gent (Gentbrugge)                        |                                                                                                |                                         |                                                                | Herpoel Peeters (46' Mudingayi), Çipi, Vasov, Hempte Verbrugghe, De Decker, Kraouche Bernaert, Kaklamanos, Hosny (84' Dimbala) Wedstrijdverslag                                | geen voor KAA Gent                                                                    |
| 18 augustus 2002 15:00 Le Canonnier Moeskroen                                      | Excelsior Moeskroen                                                                            | 2 - 1                                   | KAA Gent                                                       | Herpoel Peeters , Çipi (67' Verbrugghe), Vasov, Faye De Decker, Hempte, Kraouche (67' Dimbala) Bernaert (76' Machethe), Kaklamanos, Hosny Wedstrijdverslag                     | 34' Çipi 79' Vasov                                                                    |
| 18 augustus 2002 15:00 Le Canonnier Moeskroen                                      | Żewlakow 60' Martić 73'                                                                        | 1-0 2-0 2-1                             | 77' Hosny                                                      | Herpoel Peeters , Çipi (67' Verbrugghe), Vasov, Faye De Decker, Hempte, Kraouche (67' Dimbala) Bernaert (76' Machethe), Kaklamanos, Hosny Wedstrijdverslag                     | 34' Çipi 79' Vasov                                                                    |
| 24 augustus 2002 20:00 Jules Ottenstadion Gent (Gentbrugge)                        | KAA Gent                                                                                       | 2 - 1                                   | Sporting Charleroi                                             | Herpoel Peeters , Çipi, Vasov (70' Machethe), Faye Vanić, Kraouche, Hempte (46' Dimbala) Bernaert (89' Mudingayi), Kaklamanos, Hosny Wedstrijdverslag                          | 42' Kraouche 79' Peeters 86' Bernaert 88' Dimbala                                     |
| 24 augustus 2002 20:00 Jules Ottenstadion Gent (Gentbrugge)                        | Machethe 77' Dimbala 85'                                                                       | 0-1 1-1 2-1                             | 40' Eduardo                                                    | Herpoel Peeters , Çipi, Vasov (70' Machethe), Faye Vanić, Kraouche, Hempte (46' Dimbala) Bernaert (89' Mudingayi), Kaklamanos, Hosny Wedstrijdverslag                          | 42' Kraouche 79' Peeters 86' Bernaert 88' Dimbala                                     |
| 31 augustus 2002 18:00 Constant Vanden Stockstadion Brussel (Anderlecht)           | RSC Anderlecht                                                                                 | 2 - 2                                   | KAA Gent                                                       | Herpoel Peeters , Çipi, Vasov, Faye Vanić, Machethe (91' Dimbala), Kraouche Oyawolé (46' Mudingayi), Kaklamanos, Hosny Wedstrijdverslag                                        | 78' Vanić 84' Machethe                                                                |
| 31 augustus 2002 18:00 Constant Vanden Stockstadion Brussel (Anderlecht)           | Seol 19' Seol 43'                                                                              | 0-1 1-1 2-1 2-2                         | 7' Kaklamanos 49' (pen) Vanić                                  | Herpoel Peeters , Çipi, Vasov, Faye Vanić, Machethe (91' Dimbala), Kraouche Oyawolé (46' Mudingayi), Kaklamanos, Hosny Wedstrijdverslag                                        | 78' Vanić 84' Machethe                                                                |
| 14 september 2002 20:00 Jules Ottenstadion Gent (Gentbrugge)                       | KAA Gent                                                                                       | 2 - 1                                   | Bergen                                                         | Herpoel Peeters , Çipi, Vasov, Faye Vanic (46' Mudingayi), Hempte, Anić (82' Hosny) Bernaert (46' Oyawolé), Kaklamanos, Kraouche Wedstrijdverslag                              | Peeters                                                                               |
| 14 september 2002 20:00 Jules Ottenstadion Gent (Gentbrugge)                       | Kaklamanos 57' Kraouche 79' (pen)                                                              | 0-1 1-1 2-1                             | 14' (pen) Joly                                                 | Herpoel Peeters , Çipi, Vasov, Faye Vanic (46' Mudingayi), Hempte, Anić (82' Hosny) Bernaert (46' Oyawolé), Kaklamanos, Kraouche Wedstrijdverslag                              | Peeters                                                                               |
| 21 september 2002 18:00 Jan Breydelstadion Brugge (Sint-Andries)                   | Club Brugge                                                                                    | 1 - 0                                   | KAA Gent                                                       | Herpoel Peeters , Çipi, Vasov, Faye Vanić, Anić (75' Oyawolé), Kraouche Van Handenhoven, Kaklamanos, Hosny (46' Hempte) Wedstrijdverslag                                       | 38' Anić 84' Vanić                                                                    |
| 21 september 2002 18:00 Jan Breydelstadion Brugge (Sint-Andries)                   | Lange 27' Maertens 35'                                                                         | 1-0                                     |                                                                | Herpoel Peeters , Çipi, Vasov, Faye Vanić, Anić (75' Oyawolé), Kraouche Van Handenhoven, Kaklamanos, Hosny (46' Hempte) Wedstrijdverslag                                       | 38' Anić 84' Vanić                                                                    |
| 28 september 2002 20:00 Jules Ottenstadion Gent (Gentbrugge)                       | KAA Gent                                                                                       | 1 - 3                                   | Lierse                                                         | Herpoel Peeters , Çipi, Vasov, Faye Vanić, Hempte (9' Hosny), Kraouche (46' Mudingayi) Van Handenhoven, Kaklamanos, Machethe (67' Oyawolé) Wedstrijdverslag                    | 13' Van Handenhoven 25' Peeters                                                       |
| 28 september 2002 20:00 Jules Ottenstadion Gent (Gentbrugge)                       | Vanić 86' (pen)                                                                                | 0-1 0-2 0-3 1-3                         | 27' Mitu 42' Mitu 43' Koné                                     | Herpoel Peeters , Çipi, Vasov, Faye Vanić, Hempte (9' Hosny), Kraouche (46' Mudingayi) Van Handenhoven, Kaklamanos, Machethe (67' Oyawolé) Wedstrijdverslag                    | 13' Van Handenhoven 25' Peeters                                                       |
| 5 oktober 2002 20:00 Staaien Sint-Truiden                                          | STVV                                                                                           | 6 - 4                                   | KAA Gent                                                       | Herpoel Peeters , Çipi, Vasov, Faye Van Handenhoven (65' Machethe), Vanić (81' Anić), Pedersen (65' Mudingayi), Kraouche Oyawolé, Kaklamanos Wedstrijdverslag                  | 35' Van Handenhoven 59' Çipi                                                          |
| 5 oktober 2002 20:00 Staaien Sint-Truiden                                          | Pereira 10' Mbonabucya 27' Vangeel 32' Hayen 48' Boffin 70' Mbonabucya 81' Mitrović 87'        | 1-0 1-1 1-2 2-2 3-2 4-2 4-3 5-3 5-4 6-4 | 11' Kaklamanos 20' Oyawolé 49' Oyawolé 84' Kaklamanos          | Herpoel Peeters , Çipi, Vasov, Faye Van Handenhoven (65' Machethe), Vanić (81' Anić), Pedersen (65' Mudingayi), Kraouche Oyawolé, Kaklamanos Wedstrijdverslag                  | 35' Van Handenhoven 59' Çipi                                                          |
| 19 oktober 2002 20:00 Jules Ottenstadion Gent (Gentbrugge)                         | KAA Gent                                                                                       | 2 - 3                                   | Lokeren SNW                                                    | Herpoel Peeters , Çipi, Vasov (86' Dimbala), Faye Van Handenhoven (46' Machethe), Mudingayi, Kraouche, Hosny (46' Hempte) Oyawolé, Kaklamanos Wedstrijdverslag                 | 42' Oyawolé                                                                           |
| 19 oktober 2002 20:00 Jules Ottenstadion Gent (Gentbrugge)                         | Kraouche 54' (pen) Kaklamanos 60'                                                              | 0-1 0-2 0-3 1-3 2-3                     | 28' Arnar Grétarsson 34' De Beule 42' Arnar Grétarsson         | Herpoel Peeters , Çipi, Vasov (86' Dimbala), Faye Van Handenhoven (46' Machethe), Mudingayi, Kraouche, Hosny (46' Hempte) Oyawolé, Kaklamanos Wedstrijdverslag                 | 42' Oyawolé                                                                           |
| 26 oktober 2002 20:00 't Kiel Antwerpen (Wilrijk)                                  | Germinal Beerschot                                                                             | 2 - 1                                   | KAA Gent                                                       | Herpoel Peeters , Çipi, Vanić (83' De Decker), Faye Mudingayi (83' Dimbala), Hempte (83' Verbrugghe), Kraouche Oyawolé, Kaklamanos, Machethe Wedstrijdverslag                  | 28' Peeters 89' Faye                                                                  |
| 26 oktober 2002 20:00 't Kiel Antwerpen (Wilrijk)                                  | Walker 33' Quansah 40'                                                                         | 1-0 2-0 2-1                             | 71' Oyawolé                                                    | Herpoel Peeters , Çipi, Vanić (83' De Decker), Faye Mudingayi (83' Dimbala), Hempte (83' Verbrugghe), Kraouche Oyawolé, Kaklamanos, Machethe Wedstrijdverslag                  | 28' Peeters 89' Faye                                                                  |
| 2 november 2002 20:00 Jules Ottenstadion Gent (Gentbrugge)                         | KAA Gent                                                                                       | 3 - 1 later 0 – 0                       | Lommel                                                         | Herpoel De Decker (46' Anić), Van Hoyweghen, Çipi, Faye Vanić, Mudingayi, Kraouche Oyawolé (87' Van Handenhoven), Kaklamanos, Dimbala (46' Machethe) Wedstrijdverslag          | Çipi Machethe                                                                         |
| 2 november 2002 20:00 Jules Ottenstadion Gent (Gentbrugge)                         | Kaklamanos 11' Kaklamanos 59' Kaklamanos 64'                                                   | 1-0 1-1 2-1 3-1                         | 32' Schoofs                                                    | Herpoel De Decker (46' Anić), Van Hoyweghen, Çipi, Faye Vanić, Mudingayi, Kraouche Oyawolé (87' Van Handenhoven), Kaklamanos, Dimbala (46' Machethe) Wedstrijdverslag          | Çipi Machethe                                                                         |
| 9 november 2002 20:30 Tivoli La Louvière                                           | La Louvière                                                                                    | 0 - 1                                   | KAA Gent                                                       | Herpoel Mudingayi, Van Hoyweghen, Vasov, Faye Machethe, Anić (84' Pedersen), Vanić, Kraouche (46' Van Handenhoven) Oyawolé (88' Dimbala), Kaklamanos Wedstrijdverslag          | 89' Vasov                                                                             |
| 9 november 2002 20:30 Tivoli La Louvière                                           |                                                                                                | 0-1                                     | 43' (pen) Vanić                                                | Herpoel Mudingayi, Van Hoyweghen, Vasov, Faye Machethe, Anić (84' Pedersen), Vanić, Kraouche (46' Van Handenhoven) Oyawolé (88' Dimbala), Kaklamanos Wedstrijdverslag          | 89' Vasov                                                                             |
| 24 november 2002 15:00 Jules Ottenstadion Gent (Gentbrugge)                        | KAA Gent                                                                                       | 2-1                                     | KSK Beveren                                                    | Herpoel Vasov (80' De Decker) Peeters , Van Hoyweghen, Çipi, Faye Vanić, Mudingayi (46' Machethe), Kraouche (83' Van Handenhoven) Dimbala, Kaklamanos Wedstrijdverslag         | 84' Çipi                                                                              |
| 24 november 2002 15:00 Jules Ottenstadion Gent (Gentbrugge)                        | Kraouche 38' Kraouche 45'                                                                      | 1-0 2-0 2-1                             | 76' Theunis                                                    | Herpoel Vasov (80' De Decker) Peeters , Van Hoyweghen, Çipi, Faye Vanić, Mudingayi (46' Machethe), Kraouche (83' Van Handenhoven) Dimbala, Kaklamanos Wedstrijdverslag         | 84' Çipi                                                                              |
| 30 november 2002 20:00 't Kuipje Westerlo                                          | KVC Westerlo                                                                                   | 1 - 0                                   | KAA Gent                                                       | Herpoel Peeters , Van Hoyweghen, Vasov, Faye Vanić, Mudingayi (79' De Decker), Kraouche Van Handenhoven (79' Dimbala), Kaklamanos, Machethe Wedstrijdverslag                   | Mudingayi Vanić                                                                       |
| 30 november 2002 20:00 't Kuipje Westerlo                                          | Delen 78'                                                                                      | 1-0                                     |                                                                | Herpoel Peeters , Van Hoyweghen, Vasov, Faye Vanić, Mudingayi (79' De Decker), Kraouche Van Handenhoven (79' Dimbala), Kaklamanos, Machethe Wedstrijdverslag                   | Mudingayi Vanić                                                                       |
| 8 december 2002 15:00 Jules Ottenstadion Gent (Gentbrugge)                         | KAA Gent                                                                                       | 2 - 0                                   | KV Mechelen                                                    | Herpoel Peeters , Van Hoyweghen, Çipi, Faye De Decker, Hempte, Kraouche Machethe, Kaklamanos (84' Dimbala), Hosny Wedstrijdverslag                                             | 17' Peeters                                                                           |
| 8 december 2002 15:00 Jules Ottenstadion Gent (Gentbrugge)                         | Kaklamanos 40' Kaklamanos 43'                                                                  | 1-0 2-0                                 |                                                                | Herpoel Peeters , Van Hoyweghen, Çipi, Faye De Decker, Hempte, Kraouche Machethe, Kaklamanos (84' Dimbala), Hosny Wedstrijdverslag                                             | 17' Peeters                                                                           |
| 15 december 2002 15:00 Sclessin Luik                                               | Standard Luik                                                                                  | 4 - 1                                   | KAA Gent                                                       | Herpoel Peeters , Van Hoyweghen, Çipi, Faye De Decker, Hempte, Kraouche (73' Dimbala) Machethe (51' Mudingayi), Kaklamanos, Hosny Wedstrijdverslag                             | 36' Kraouche 66' Faye                                                                 |
| 15 december 2002 15:00 Sclessin Luik                                               | Walem 23' Lukunku 54' Lukunku 66' Walasiak 23'                                                 | 0-1 1-1 2-1 3-1 4-1                     | 14' Kaklamanos                                                 | Herpoel Peeters , Van Hoyweghen, Çipi, Faye De Decker, Hempte, Kraouche (73' Dimbala) Machethe (51' Mudingayi), Kaklamanos, Hosny Wedstrijdverslag                             | 36' Kraouche 66' Faye                                                                 |
| 21 december 2002 20:00 Jules Ottenstadion Gent (Gentbrugge)                        | KAA Gent                                                                                       | 2 - 0                                   | KRC Genk                                                       | Herpoel Peeters , Van Hoyweghen, Çipi, Faye De Decker, Hempte, Kraouche Machethe, Dimbala, Hosny Wedstrijdverslag                                                              | 21' Çipi                                                                              |
| 21 december 2002 20:00 Jules Ottenstadion Gent (Gentbrugge)                        | Hosny 51' Hosny 63'                                                                            | 1-0 2-0                                 |                                                                | Herpoel Peeters , Van Hoyweghen, Çipi, Faye De Decker, Hempte, Kraouche Machethe, Dimbala, Hosny Wedstrijdverslag                                                              | 21' Çipi                                                                              |
| Terugronde                                                                         |                                                                                                |                                         |                                                                | |                                                                                       |
| 18 januari 2003 20:00 Bosuilstadion Antwerpen (Deurne)                             | Antwerp                                                                                        | 1 - 4                                   | KAA Gent                                                       | Herpoel De Decker, Van Hoyweghen, Çipi, Faye Peeters (84' Adjaoud), Hempte, Kraouche Machethe, Kaklamanos, Schepens (61' Ribus) Wedstrijdverslag                               | geen voor KAA Gent                                                                    |
| 18 januari 2003 20:00 Bosuilstadion Antwerpen (Deurne)                             | Mussa 4'                                                                                       | 1-0 1-1 1-2 1-3 1-4                     | 16' Machethe 35' Van Hoyweghen 48' Kraouche 79' Ribus          | Herpoel De Decker, Van Hoyweghen, Çipi, Faye Peeters (84' Adjaoud), Hempte, Kraouche Machethe, Kaklamanos, Schepens (61' Ribus) Wedstrijdverslag                               | geen voor KAA Gent                                                                    |
| 25 januari 2003 20:00 Jules Ottenstadion Gent (Gentbrugge)                         | KAA Gent                                                                                       | 2-0                                     | Excelsior Moeskroen                                            | Herpoel De Decker (73' Adjaoud), Van Hoyweghen, Çipi, Faye Peeters, Hempte, Kraouche Machethe, Kaklamanos, Schepens (68' Ribus) Wedstrijdverslag                               | geen voor KAA Gent                                                                    |
| 25 januari 2003 20:00 Jules Ottenstadion Gent (Gentbrugge)                         | Schepens 6' Kraouche 72'                                                                       | 1-0 2-0                                 |                                                                | Herpoel De Decker (73' Adjaoud), Van Hoyweghen, Çipi, Faye Peeters, Hempte, Kraouche Machethe, Kaklamanos, Schepens (68' Ribus) Wedstrijdverslag                               | geen voor KAA Gent                                                                    |
| 13 april 2003 15:00 Mambourg Charleroi                                             | Sporting Charleroi                                                                             | 1 - 2                                   | KAA Gent                                                       | Herpoel Peeters, Van Hoyweghen, Çipi, Ndikumana De Decker (86' Mudingayi), Adjaoud, Kraouche (67' Hempte) Oyawolé, Mehmedović, Schepens Wedstrijdverslag                       | geen voor KAA Gent                                                                    |
| 13 april 2003 15:00 Mambourg Charleroi                                             | Boeka Lisasi 79' (pen)                                                                         | 0-1 0-2 1-2                             | 11' Oyawolé 77' Schepens                                       | Herpoel Peeters, Van Hoyweghen, Çipi, Ndikumana De Decker (86' Mudingayi), Adjaoud, Kraouche (67' Hempte) Oyawolé, Mehmedović, Schepens Wedstrijdverslag                       | geen voor KAA Gent                                                                    |
| 9 februari 2003 20:00 Jules Ottenstadion Gent (Gentbrugge)                         | KAA Gent                                                                                       | 0 - 2                                   | RSC Anderlecht                                                 | Herpoel De Decker (72' Ribus), Peeters, Vasov, Faye Adjaoud, Hempte, Kraouche Machethe (80' Oyawolé), Kaklamanos, Schepens Wedstrijdverslag                                    | geen voor KAA Gent                                                                    |
| 9 februari 2003 20:00 Jules Ottenstadion Gent (Gentbrugge)                         |                                                                                                | 0-1 0-2                                 | 7' De Boeck 68' Mornar                                         | Herpoel De Decker (72' Ribus), Peeters, Vasov, Faye Adjaoud, Hempte, Kraouche Machethe (80' Oyawolé), Kaklamanos, Schepens Wedstrijdverslag                                    | geen voor KAA Gent                                                                    |
| 15 februari 2003 20:00 Charles Tondreaustadion Bergen                              | Bergen                                                                                         | 0 - 1                                   | KAA Gent                                                       | Herpoel Vasov Machethe (46' Ribus), Peeters, De Decker, Ndikumana Vanić, Adjaoud (89' Mudingayi), Kraouche Schepens (80' Oyawolé), Kaklamanos Wedstrijdverslag                 | 88' Ribus                                                                             |
| 15 februari 2003 20:00 Charles Tondreaustadion Bergen                              |                                                                                                | 0-1                                     | 12' Kaklamanos                                                 | Herpoel Vasov Machethe (46' Ribus), Peeters, De Decker, Ndikumana Vanić, Adjaoud (89' Mudingayi), Kraouche Schepens (80' Oyawolé), Kaklamanos Wedstrijdverslag                 | 88' Ribus                                                                             |
| 23 februari 2003 13:00 Jules Ottenstadion Gent (Gentbrugge)                        | KAA Gent                                                                                       | 1 - 4                                   | Club Brugge                                                    | Herpoel Peeters (79' Ribus) De Decker (46' Hempte), Van Hoyweghen, Vasov, Ndikumana (72' Oyawolé) Adjaoud, Kraouche Machethe, Kaklamanos, Schepens Wedstrijdverslag            | geen voor KAA Gent                                                                    |
| 23 februari 2003 13:00 Jules Ottenstadion Gent (Gentbrugge)                        | Oyawolé 90'                                                                                    | 0-1 0-2 0-3 0-4 1-4                     | 54' (own) Ndikumana 58' Martens 86' Čeh 88' Martens            | Herpoel Peeters (79' Ribus) De Decker (46' Hempte), Van Hoyweghen, Vasov, Ndikumana (72' Oyawolé) Adjaoud, Kraouche Machethe, Kaklamanos, Schepens Wedstrijdverslag            | geen voor KAA Gent                                                                    |
| 1 maart 2003 20:00 Lisp Lier                                                       | Lierse                                                                                         | 2 - 1                                   | KAA Gent                                                       | Herpoel De Decker, Van Hoyweghen, Vasov, Hempte (46' Ndikumana) Peeters, Adjaoud, Kraouche (80' Van Handenhoven) Machethe (46' Oyawolé), Kaklamanos, Schepens Wedstrijdverslag | 61' Vasov 71' De Decker 90' Kaklamanos                                                |
| 1 maart 2003 20:00 Lisp Lier                                                       | Huysegems 38' Huysegems 43'                                                                    | 1-0 2-0 2-1                             | 57' Kraouche                                                   | Herpoel De Decker, Van Hoyweghen, Vasov, Hempte (46' Ndikumana) Peeters, Adjaoud, Kraouche (80' Van Handenhoven) Machethe (46' Oyawolé), Kaklamanos, Schepens Wedstrijdverslag | 61' Vasov 71' De Decker 90' Kaklamanos                                                |
| 8 maart 2003 20:00 Jules Ottenstadion Gent (Gentbrugge)                            | KAA Gent                                                                                       | 3 - 0                                   | STVV                                                           | Herpoel Peeters, Van Hoyweghen, Çipi, Ndikumana De Decker, Adjaoud, Kraouche Machethe (74' Oyawolé), Kaklamanos, Schepens (67' Ribus) Wedstrijdverslag                         | 23' Kraouche 65' Çipi                                                                 |
| 8 maart 2003 20:00 Jules Ottenstadion Gent (Gentbrugge)                            | Kaklamanos 24' Kraouche 32' Ribus 85'                                                          | 1-0 2-0 3-0                             | 68' Ndikumana                                                  | Herpoel Peeters, Van Hoyweghen, Çipi, Ndikumana De Decker, Adjaoud, Kraouche Machethe (74' Oyawolé), Kaklamanos, Schepens (67' Ribus) Wedstrijdverslag                         | 23' Kraouche 65' Çipi                                                                 |
| 15 maart 2003 20:00 Daknamstadion Lokeren (Daknam)                                 | Lokeren SNW                                                                                    | 5 - 1                                   | KAA Gent                                                       | Van Impe Peeters , Van Hoyweghen, Çipi, Ndikumana De Decker, Adjaoud, Machethe Oyawolé (70' Mudingayi), Kaklamanos, Ribus Wedstrijdverslag                                     | 18' Peeters 55' Çipi                                                                  |
| 15 maart 2003 20:00 Daknamstadion Lokeren (Daknam)                                 | Arnar Grétarsson 4' (pen) Arnar Grétarsson 44' Bangoura 57' Marel Baldvinsson 69' Bangoura 71' | 1-0 1-1 2-1 3-1 4-1 5-1                 | 30' Machethe                                                   | Van Impe Peeters , Van Hoyweghen, Çipi, Ndikumana De Decker, Adjaoud, Machethe Oyawolé (70' Mudingayi), Kaklamanos, Ribus Wedstrijdverslag                                     | 18' Peeters 55' Çipi                                                                  |
| 22 maart 2003 20:00 Jules Ottenstadion Gent (Gentbrugge)                           | KAA Gent                                                                                       | 1- 0                                    | Germinal Beerschot                                             | Van Impe De Decker, Van Hoyweghen, Ndikumana, Hempte Adjaoud, Mudingayi, Kraouche Machethe, Oyawolé (79' Schepens), Ribus Wedstrijdverslag                                     | geen voor KAA Gent                                                                    |
| 22 maart 2003 20:00 Jules Ottenstadion Gent (Gentbrugge)                           | Kraouche 35'                                                                                   | 1-0                                     | 38' Kpaka                                                      | Van Impe De Decker, Van Hoyweghen, Ndikumana, Hempte Adjaoud, Mudingayi, Kraouche Machethe, Oyawolé (79' Schepens), Ribus Wedstrijdverslag                                     | geen voor KAA Gent                                                                    |
| gepland op 5 april 2003 geen Soevereinstadion Lommel Ref.: geen Toeschouwers: geen | Lommel                                                                                         | 0 – 0                                   | KAA Gent                                                       | Geen opstelling beschikbaar; wedstrijd niet gespeeld wegens forfait Lommel |                                                                                       |
| gepland op 5 april 2003 geen Soevereinstadion Lommel Ref.: geen Toeschouwers: geen | geen                                                                                           |                                         | geen                                                           | Geen opstelling beschikbaar; wedstrijd niet gespeeld wegens forfait Lommel |                                                                                       |
| 19 april 2003 20:30 Jules Ottenstadion Gent (Gentbrugge)                           | KAA Gent                                                                                       | 3 - 2                                   | La Louvière                                                    | Herpoel Peeters, Van Hoyweghen, Çipi, Ndikumana De Decker (61' Dimbala), Mudingayi, Hempte Oyawolé (71' Adjaoud), Schepens , Ribus Wedstrijdverslag                            | 65' Peeters                                                                           |
| 19 april 2003 20:30 Jules Ottenstadion Gent (Gentbrugge)                           | Schepens 3' Oyawolé 5' Schepens 34'                                                            | 1-0 2-0 3-0 3-1 3-2                     | 38' Ishiaku 63' (pen) Ishiaku                                  | Herpoel Peeters, Van Hoyweghen, Çipi, Ndikumana De Decker (61' Dimbala), Mudingayi, Hempte Oyawolé (71' Adjaoud), Schepens , Ribus Wedstrijdverslag                            | 65' Peeters                                                                           |
| 27 april 2003 15:00 Freethielstadion Beveren-Waas                                  | KSK Beveren                                                                                    | 0 - 3                                   | KAA Gent                                                       | Herpoel Peeters, Van Hoyweghen, Çipi, Ndikumana Mudingayi (76' Adjaoud), De Decker (76' De Meyer), Hempte Ribus Dimbala (85' Mehmedović), Schepens Wedstrijdverslag            | 37' Mudingayi 81' Ndikumana                                                           |
| 27 april 2003 15:00 Freethielstadion Beveren-Waas                                  |                                                                                                | 0-1 0-2 0-3                             | 19' (pen) Schepens 32' De Decker 73' Peeters                   | Herpoel Peeters, Van Hoyweghen, Çipi, Ndikumana Mudingayi (76' Adjaoud), De Decker (76' De Meyer), Hempte Ribus Dimbala (85' Mehmedović), Schepens Wedstrijdverslag            | 37' Mudingayi 81' Ndikumana                                                           |
| 3 mei 2003 20:00 Jules Ottenstadion Gent (Gentbrugge)                              | KAA Gent                                                                                       | 3 - 2                                   | KVC Westerlo                                                   | Herpoel Peeters, Van Hoyweghen, Çipi, Ndikumana Mudingayi, De Decker, Hempte (74' Adjaoud) Ribus Dimbala (76' Machethe), Schepens (88' Kaklamanos) Wedstrijdverslag            | 8' Mudingayi 76' Ribus                                                                |
| 3 mei 2003 20:00 Jules Ottenstadion Gent (Gentbrugge)                              | Peeters 22' Dimbala 27' Ribus 41'                                                              | 0-1 0-2 1-2 2-2 3-2                     | 10' Brogno 12' Delen                                           | Herpoel Peeters, Van Hoyweghen, Çipi, Ndikumana Mudingayi, De Decker, Hempte (74' Adjaoud) Ribus Dimbala (76' Machethe), Schepens (88' Kaklamanos) Wedstrijdverslag            | 8' Mudingayi 76' Ribus                                                                |
| 10 mei 2003 20:00 AFAS Stadion Achter de Kazerne Mechelen                          | KV Mechelen                                                                                    | 1 - 0                                   | KAA Gent                                                       | Herpoel Peeters, Van Hoyweghen (76' Dimbala), Çipi, Ndikumana De Decker (35' Kraouche), Adjaoud, Hempte Machethe, Kaklamanos, Schepens Wedstrijdverslag                        | 49' Adjaoud 81' Peeters 64' Ndikumana 65' Schepens 72' Kraouche 89' Machethe 90' Çipi |
| 10 mei 2003 20:00 AFAS Stadion Achter de Kazerne Mechelen                          | Nijs 12'                                                                                       | 1-0                                     |                                                                | Herpoel Peeters, Van Hoyweghen (76' Dimbala), Çipi, Ndikumana De Decker (35' Kraouche), Adjaoud, Hempte Machethe, Kaklamanos, Schepens Wedstrijdverslag                        | 49' Adjaoud 81' Peeters 64' Ndikumana 65' Schepens 72' Kraouche 89' Machethe 90' Çipi |
| 18 mei 2003 15:00 Jules Ottenstadion Gent (Gentbrugge)                             | KAA Gent                                                                                       | 0 - 5                                   | Standard Luik                                                  | Herpoel Peeters, Van Hoyweghen, Çipi (70' Dever), Faye Mudingayi, De Decker, Hempte (46' Kaklamanos) Ribus Dimbala (77' Kraouche), Schepens Wedstrijdverslag                   | geen voor KAA Gent                                                                    |
| 18 mei 2003 15:00 Jules Ottenstadion Gent (Gentbrugge)                             | Ndikumana 62'                                                                                  | 0-1 0-2 0-3 0-4 0-5                     | 15' Goossens 18' Walem 20' Walasiak 44' Vandooren 68' Goossens | Herpoel Peeters, Van Hoyweghen, Çipi (70' Dever), Faye Mudingayi, De Decker, Hempte (46' Kaklamanos) Ribus Dimbala (77' Kraouche), Schepens Wedstrijdverslag                   | geen voor KAA Gent                                                                    |
| 24 mei 2003 20:00 Fenixstadion Genk                                                | KRC Genk                                                                                       | 3 - 1                                   | KAA Gent                                                       | Herpoel Ndikumana, Van Hoyweghen, Dever, Faye De Decker (68' Adjaoud), Mudingayi, Kraouche Machethe, Kaklamanos (83' Dimbala), Schepens Wedstrijdverslag                       | 54' Herpoel 71' Mudingayi                                                             |
| 24 mei 2003 20:00 Fenixstadion Genk                                                | Dagano 43' Sonck 55' (pen) Vandenbergh 58'                                                     | 0-1 1-1 2-1 3-1                         | 28' Van Hoyweghen                                              | Herpoel Ndikumana, Van Hoyweghen, Dever, Faye De Decker (68' Adjaoud), Mudingayi, Kraouche Machethe, Kaklamanos (83' Dimbala), Schepens Wedstrijdverslag                       | 54' Herpoel 71' Mudingayi                                                             |

#### Opmerkingen
1. ↑  Resultaat KAA Gent – Lommel SK geschrapt wegens faillissement Lommel SK.
2. ↑  Wedstrijd verplaatst naar deze datum.
3. ↑  Vasov was geelgeschorst tegen STVV op de volgende speeldag. De uitwedstrijd tegen K. Lierse SK was de laatste wedstrijd die Vasov speelde voor KAA Gent voor zijn vertrek naar Shanghai Shenhua. Zijn transfer naar China werd midweek afgerond.
4. ↑   Lommel SK – KAA Gent niet gespeeld wegens faillissement Lommel SK.
5. ↑  Ribus, die vanaf de terugronde voor KAA Gent speelde, verzamelde eerder dit seizoen al vier gele kaarten bij KV Mechelen. Daarom was Ribus dit seizoen al eens een weekend geelgeschorst namens Mechelen. Zijn vijfde en zesde gele kaart kreeg Ribus als speler van KAA Gent. Ribus stond wegens de schorsing aan de kant tegen uitgerekend zijn vorig team.

#### Uitrustingen
| ANT (thuis) Foto's | MOE (uit) Foto's | CHA (thuis) Foto's | RSCA (uit) Foto's | BER (thuis) Foto's | CLUB (uit) Foto's | LIE (thuis) Foto's | STVV (uit) Foto's | LOK (thuis) Foto's | GBA (uit) Foto's |

| LOM (thuis) Foto's | LaL (uit) Foto's | BEV (thuis) Foto's | WES (uit) Foto's | KVM (thuis) Foto's | STA (uit) Foto's | GNK (thuis) Foto's | ANT (uit) Foto's | MOE (thuis) Foto's | RSCA (thuis) Foto's |

| BER (uit) Foto's | CLUB (thuis) Foto's | LIE (uit) Foto's | STVV (thuis) Foto's | LOK (uit) Foto's | GBA (thuis) Foto's | CHA (uit) Foto's | LaL (thuis) Foto's | BEV (uit) Foto's | WES (thuis) Foto's |

| KVM (uit) Foto's | STA (thuis) Foto's | GNK (uit) Foto's |

### Overzicht
| Speeldag  | 1 | 2 | 3  | 4 | 5 | 6 | 7 | 8  | 9  | 10 | 11 | 12 | 13 | 14 | 15 | 16 | 17 | 18 | 19 | 20 | 21 | 22 | 23 | 24 | 25 | 26 | 27 | 28    | 29 | 30 | 31 | 32 | 33 | 34 |
| --------- | - | - | -- | - | - | - | - | -- | -- | -- | -- | -- | -- | -- | -- | -- | -- | -- | -- | -- | -- | -- | -- | -- | -- | -- | -- | ----- | -- | -- | -- | -- | -- | -- |
| Resultaat | g | v | w  | g | w | v | v | v  | v  | v  | w  | w  | w  | v  | w  | v  | w  | w  | w  | w  | v  | w  | v  | v  | w  | v  | w  | [ b ] | w  | w  | w  | v  | v  | v  |
| Punten    | 1 | 1 | 4  | 5 | 8 | 8 | 8 | 8  | 8  | 8  | 8  | 11 | 14 | 14 | 17 | 17 | 20 | 23 | 26 | 29 | 29 | 32 | 32 | 32 | 35 | 35 | 38 | 38    | 41 | 44 | 47 | 47 | 47 | 47 |
| Positie   | 8 | 8 | 13 | 8 | 9 | 7 | 9 | 10 | 11 | 11 | 13 | 15 | 11 | 12 | 12 | 9  | 11 | 10 | 9  | 9  | 9  | 9  | 7  | 8  | 9  | 8  | 9  | 7     | 8  | 8  | 8  | 8  | 8  | 8  |

#### Opmerkingen
1. ↑  De 3–1 thuiszege van KAA Gent tegen Lommel SK telt niet meer als officieel resultaat voor het klassement wegens het faillissement van Lommel SK.
2. ↑  De uitwedstrijd van KAA Gent tegen Lommel SK werd niet meer gespeeld, nadat Lommel SK het faillissement had aangevraagd.

### Klassement
|         |    |                    | P  | W  | G | V  | +  | -  | DS  | Ptn |
| ------- | -- | ------------------ | -- | -- | - | -- | -- | -- | --- | --- |
| K (CL)  | 1  | Club Brugge        | 32 | 25 | 4 | 3  | 96 | 33 | +63 | 79  |
| (CL)    | 2  | Anderlecht         | 32 | 23 | 2 | 7  | 72 | 33 | +39 | 71  |
| (UEFA)  | 3  | Lokeren            | 32 | 18 | 6 | 8  | 69 | 51 | +18 | 60  |
|         | 4  | Sint-Truiden       | 32 | 16 | 8 | 8  | 63 | 44 | +19 | 56  |
|         | 5  | K. Lierse SK       | 32 | 16 | 8 | 8  | 51 | 41 | +10 | 56  |
|         | 6  | Genk               | 32 | 16 | 7 | 9  | 73 | 52 | +21 | 55  |
|         | 7  | Standard Luik      | 32 | 14 | 8 | 10 | 53 | 39 | +14 | 50  |
|         | 8  | KAA Gent           | 32 | 15 | 2 | 15 | 49 | 55 | −6  | 47  |
|         | 9  | Mons               | 32 | 13 | 4 | 15 | 45 | 45 | +0  | 43  |
|         | 10 | Westerlo           | 32 | 12 | 4 | 16 | 39 | 46 | −7  | 40  |
|         | 11 | Beveren            | 32 | 12 | 2 | 18 | 52 | 69 | −17 | 38  |
|         | 12 | Antwerp            | 32 | 9  | 7 | 16 | 44 | 55 | −11 | 34  |
|         | 13 | Moeskroen          | 32 | 9  | 5 | 18 | 42 | 72 | −30 | 32  |
|         | 14 | Germinal Beerschot | 32 | 8  | 7 | 17 | 49 | 57 | −8  | 31  |
| (beker) | 15 | La Louvière        | 32 | 7  | 9 | 16 | 34 | 44 | −10 | 30  |
|         | 16 | Charleroi          | 32 | 6  | 9 | 17 | 39 | 66 | −27 | 27  |
| D       | 17 | KV Mechelen        | 32 | 4  | 6 | 22 | 18 | 86 | −68 | 18  |
| /       | /  | Lommel             | 0  | 0  | 0 | 0  | 0  | 0  | 0   | 0   |

P: wedstrijden gespeeld, W: wedstrijden gewonnen, G: gelijke spelen, V: wedstrijden verloren, +: gescoorde doelpunten, -: doelpunten tegen, DS: doelsaldo, Ptn: totaal punten
K: kampioen, D: degradeert, (beker): bekerwinnaar, (CL): geplaatst voor Champions League, (UEFA): geplaatst voor UEFA-beker

## Beker van België
| Beker van België                          |                                                    |                 |                    | |                                              |
| Wedstrijddetails                          | Thuisploeg                                         | Uitslag         | Uitploeg           | Opstelling | Kaarten                                      |
| 1/16 finales                              |                                                    |                 |                    | |                                              |
| 17 november 2002 20:00 Stadspark Turnhout | KV Turnhout                                        | 3 - 1           | KAA Gent           | Herpoel Peeters , Van Hoyweghen, Vasov (91' Pedersen), Faye Vanić (70' Mudingayi), Anić, Kraouche Dimbala, Kaklamanos, Van Handenhoven (70' Hosny) | Van Handenhoven Faye Herpoel 111' Kaklamanos |
| 17 november 2002 20:00 Stadspark Turnhout | Bastiaensen 46' Bastiaensen 112' (pen) Arouna 115' | 0-1 1-1 2-1 3-1 | 28' (own) Van Lint | Herpoel Peeters , Van Hoyweghen, Vasov (91' Pedersen), Faye Vanić (70' Mudingayi), Anić, Kraouche Dimbala, Kaklamanos, Van Handenhoven (70' Hosny) | Van Handenhoven Faye Herpoel 111' Kaklamanos |